# Kaitlin Puccio
Kaitlin Puccio là một nữ diễn viên, nhà làm phim, người mẫu, nhạc sĩ và nhà sản xuất âm nhạc.

## Giáo dục
Kaitlin được đào tạo về Điện ảnh và Truyền hình tại Stella Adler Studio of Acting, trong Nhà hát ở SUNY Oswego, và là khách mời thường xuyên của nhóm phim và sân khấu của Amy Schumer, The Collective. Cô cũng được đào tạo về một số phong cách khiêu vũ. Cô có nền tảng học thuật về triết học (NYU), luật (Georgetown) và đạo đức sinh học (Columbia).

## Sự nghiệp
Năm 2014, phim ngắn đầu tiên của Kaitlin mang tên "Circles" được trình chiếu tại các liên hoan trên toàn cầu, đồng thời giành được nhiều giải thưởng và đề cử, bao gồm cả chiến thắng Phim ngắn hay nhất tại Liên hoan phim Quốc tế Hoboken và được đề cử cho Đạo diễn xuất sắc nhất tại Liên hoan phim 30 Under 30. "Circles" cũng mang về cho cô giải Đạo diễn xuất sắc nhất tại Liên hoan phim Golden Egg LA, cùng các đề cử cho Nữ diễn viên chính xuất sắc nhất và Phim xuất sắc nhất của Liên hoan phim này. Cô đã mang về giải Vàng từ WorldFest-Houston trong hạng mục Phim ngắn kịch tính.
Kim Bass, nhà văn từng được đề cử giải Emmy cho bộ phim In Living Color, đồng thời là người sáng tạo ra Sister, Sister and Keenan and Kel, nói về "Circles": "Nếu cô Puccio muốn chứng minh rằng cô ấy có thể đội bốn chiếc mũ đáng kinh ngạc trên mình cho sản phẩm đầu tiên, sau đó với 'Vòng kết nối' của mình, cô ấy chắc chắn đã làm điều đó và hơn thế nữa. Với tư cách là nhà văn, đạo diễn, nữ diễn viên và nhà sản xuất, cô Puccio chắc chắn đã tạo tiền đề cho những điều lớn hơn và tốt hơn sắp tới." Mặc dù bộ phim không được chiếu tại liên hoan phim, nhưng Trưởng bộ phận Điện ảnh Cannes vào thời điểm đó đã lưu ý, nói rõ: "J'ai bien visionné [ce] court métrage que j'ai apprécié..." bộ phim ngắn này, mà tôi đánh giá cao... ").
Sự nghiệp biên kịch phim truyện đầu tay của Kaitlin là dành cho bộ phim "ELLE", đang trong giai đoạn tiền sản xuất và đã giành được một số giải thưởng biên kịch tại các liên hoan phim và trong các cuộc thi. Nam diễn viên David Dastmalchian nói về ELLE: "Puccio có một giọng nói quyến rũ, kích thích suy nghĩ, vang vọng Atwood và Burgess. Các nhân vật như bị mất linh hồn trong một khung cảnh được tạo ra sắc nét mang lại cảm giác quen thuộc, ám ảnh và có thật. Những góc nhìn trôi chảy giữ cả tấm gương và cửa sổ đối với các nhân vật và đối với tôi, độc giả."
Năm 2014, Kaitlin là một trong những người tham gia hội nghị Phụ nữ trong phim tại Liên hoan phim độc lập Beacon cùng với người chiến thắng giải Emmy và Peabody là Beth Levison và người được đề cử giải thưởng của Hiệp hội Nhà văn Mỹ Ingrid Jungermann.

## Âm nhạc
Album đầu tay của cô, ABYSS, được phát hành vào tháng 7 năm 2020. Đĩa đơn gồm ba ca khúc, À Côté Du Paradis, được phát hành ngay sau đó, vào tháng 8 năm 2020. Ryan Roxie, tay guitar của Alice Cooper, cho biết về ABYSS: "Nó có một rung cảm âm nhạc loại Fiona Apple." 

## Thời trang
Vào tháng 9 năm 2018, Kaitlin được giới thiệu trên tạp chí Women of Style của Tạp chí Modern Luxury. Cô lại được giới thiệu trong chuyên mục Phụ nữ năng động của tạp chí này vào tháng 11 năm 2018.
Cô là thành viên của Fashion Group International cũng như Meridian International Center.

## Văn học
Kaitlin là tác giả của hai cuốn sách dành cho trẻ em.  Nhân vật trong cuốn sách đầu tiên của cô, "Những cuộc phiêu lưu của Celia Kaye,"  xuất hiện trên tái bản phẩm của Celia Kaye mang tên "Explorers Girl Scouts". Cuốn sách cũng đang được phát triển thành một loạt phim hoạt hình truyền hình dành cho trẻ em, với Kaitlin được ghi là nhà văn gốc. Kaitlin đã quyên góp một phần số tiền thu được từ cuốn sách thứ hai của mình cho một tổ chức từ thiện, Paws of War, tổ chức phù hợp với những chú chó cứu hộ với các cựu binh.
Cũng trong năm 2018, Kaitlin đã biên tập một cuốn sách do Nhà xuất bản Bent Frame xuất bản, được đăng trên trang nhất của mục "Sống" của tờ New York Post.
Kaitlin trước đây là cộng tác viên thường xuyên của tờ The Huffington Post dưới một bút danh, nơi cô viết về bệnh celiac và lối sống không có gluten. Cô cũng đã được xuất bản trên MindBodyGreen, và đã viết cho tạp chí Voices in Bioethics về các chủ đề nhận dạng và rối loạn sử dụng chất.
Cô đã nhận được lời cảm ơn đặc biệt trong cuốn sách "Make Your Kid A Money Genius", và là biên tập viên của cuốn sách "How Healthy People Eat." Cô cũng là ký giả cho một thành viên của Hội đồng cố vấn về khả năng tài chính của Tổng thống Obama.